# Dieselmuseum

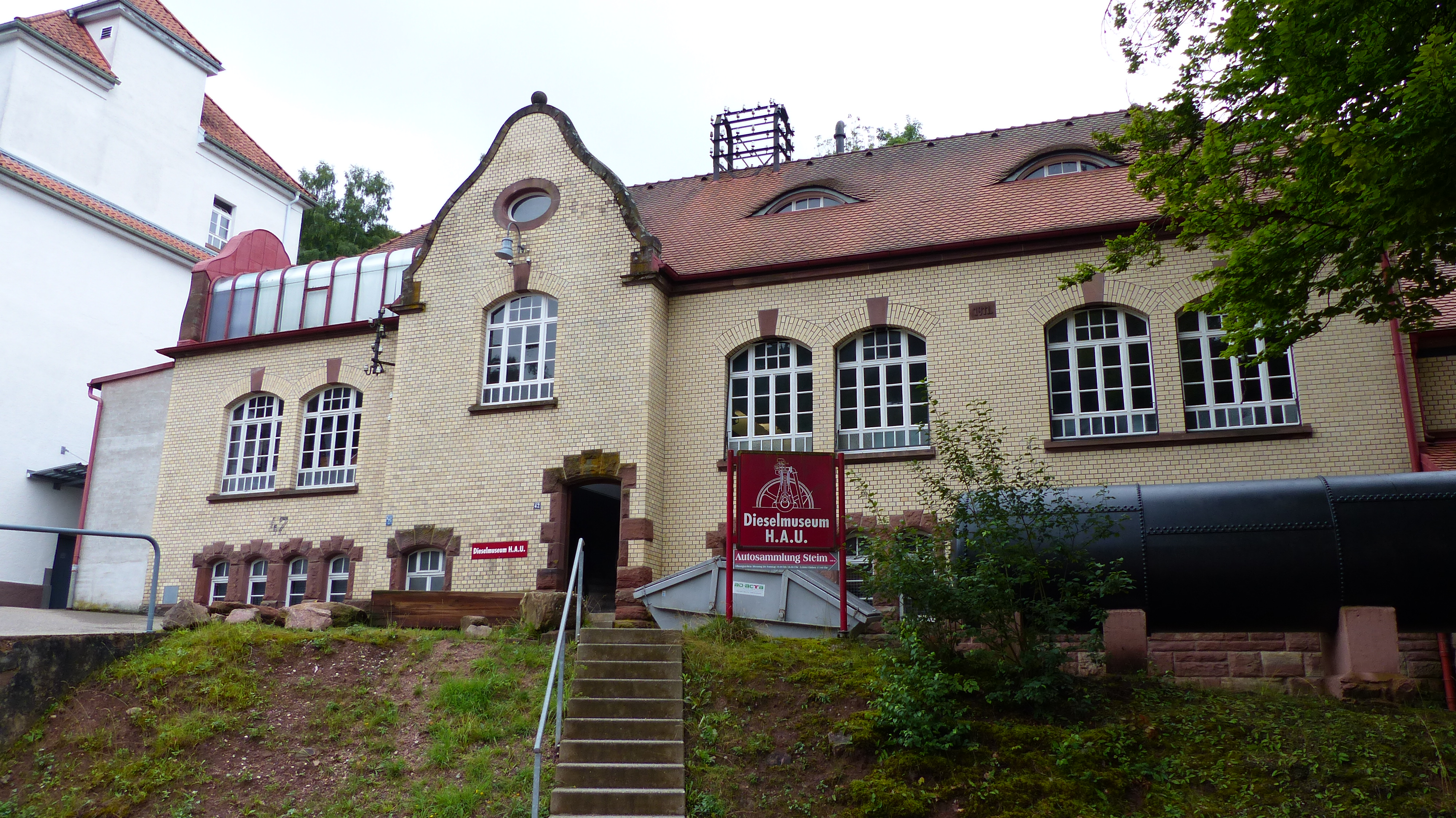
Gebäude des Dieselmuseums

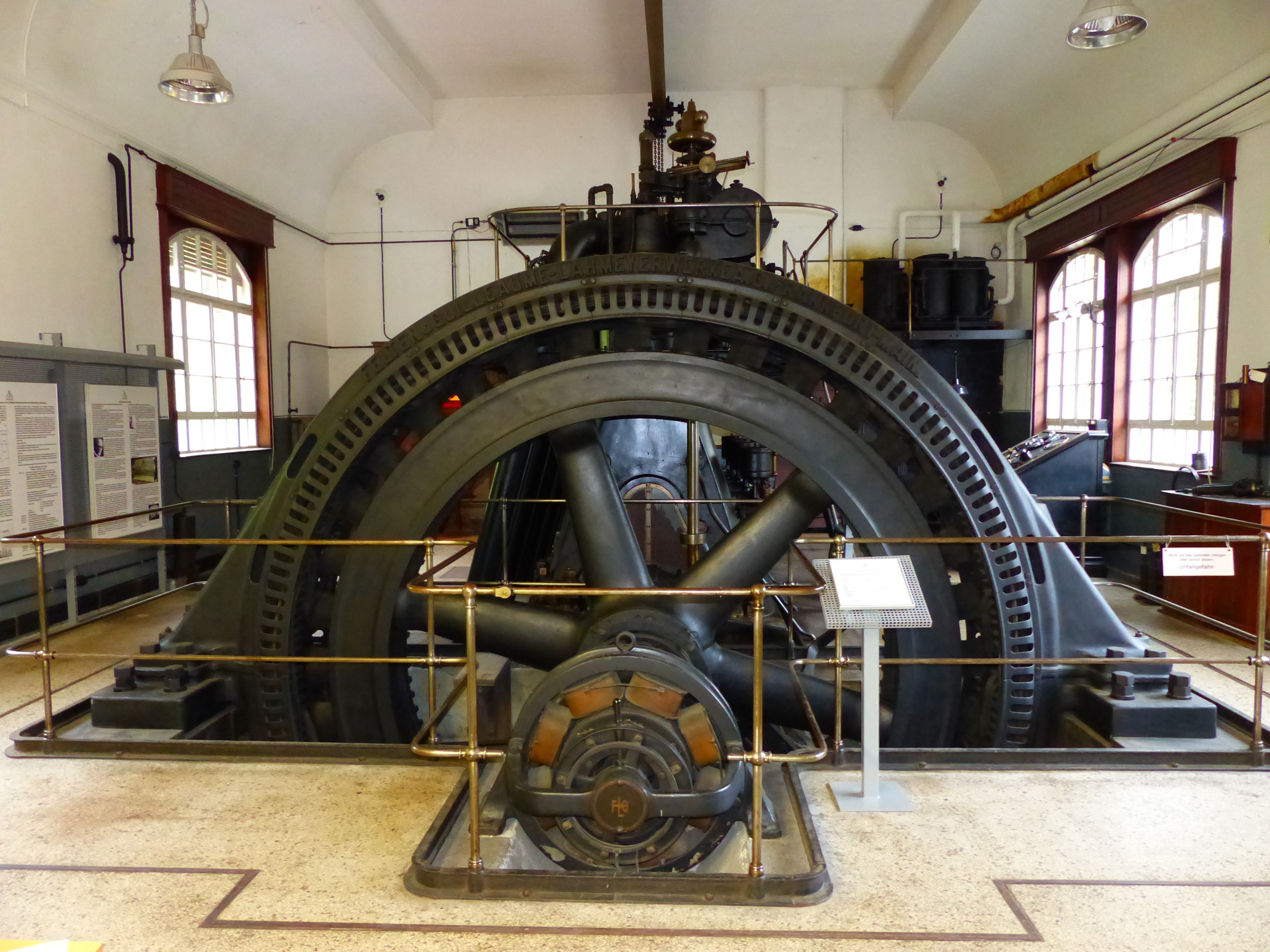
Generator

Das Dieselmuseum liegt im Gewerbepark H.A.U. an der Oberndorfer Straße in Schramberg im Schwarzwald. Das Gebäude des Museums wurde 1904 von dem seinerzeit bekannten Stuttgarter Industriearchitekten Philipp Jakob Manz in vom Jugendstil inspirierten Formen als Energie-Zentrale (Kraftwerk) der Hamburg-Amerikanischen Uhrenfabrik (H.A.U) erbaut und 1910–1911 erweitert, um einen MAN-Dieselmotor mit einem Drehstromgenerator von Felten & Guilleaume – Lahmeyerwerke AG aufzunehmen. Es dürfte sich dabei um den größten Dieselmotor aus der Zeit vor dem Ersten Weltkrieg handeln, der sich noch komplett im Originalzustand mit allem Zubehör an der Stelle befindet, wo er ursprünglich eingebaut wurde. Gebäude und Motor sind als „Denkmal von besonderer Bedeutung“ eingestuft.
Neuerdings befindet sich im Dieselmuseum auch ein Fotoapparate-Museum, das in einem Fotostudio eingerichtet wurde, das Teil des ursprünglichen Gebäudes ist.